# Lindsay Kemp
Lindsay Kemp (Cheshire, 3 de maio de 1938-Livorno, 25 de agosto de 2018) foi um bailarino, ator, maestro, mímico e coreógrafo britânico.

## Biografia
O pai de Kemp era marinheiro, e perdeu-se no mar em 1940.Segundo Kemp, dançou desde a primeira infância.A mãe de Kemp mudou-se de South Shields, e ingressou a Kemp em Bearwood College, uma escola para filhos de marinhos mercantes, para perto de Wokingham. Mais tarde ele e sua mãe se mudaram a Bradford (em Yorkshire), onde Kemp assistiu à escola de artes Bradford Art College, e finalmente estudou dança com Hilde Holger e pantomima com o francês Marcel Marceau, em Londres. Representou o papel da Rainha na produção de Hamlet realizada pela BBC para o quarto centenário do nascimento de William Shakespeare, que se filmou no castelo de Elsinore em 1963, e foi protagonizada por Christopher Plummer.
Nos anos sessenta, Kemp formou sua própria companhia de dança e em 1968 atraiu a atenção pela primeira vez com um aparecimento no Festival de Edimburgo.
Os cantores David Bowie e Kate Bush  estudaram com ele.
Suas atuações teatrais incluem:
- Pierrot in turquoise
- Flowers
- Salomé
- Mr Punch's Pantomime,
- A Midsummer Night’s Dream (O sonho de uma noite de verão)
- Duende,
- Nijinskij,
- Alice,
- Cenerentola (Cinderella),
- Facade
- The Big Parade
- Alice
- Onnagata
- Cinderella
- Varieté
- Dream dances
- 1975: Parades Gone By, para o Ballet Rambert e
- 1977: Cruel garden.
- 1983: Sogno dei Nijinscky or Nijinscky il matto (‘o sonho de Nijinski ou Nijinski o louco’)[8]

Ele organizou e actuou nos concertos Ziggy Stardust de David Bowie no Rainbow Theatre de Londres em agosto de 1972, e, com Jack Birkett, apareceu no video promocional do singelo John, I'm Only Dancing, de Bowie, dirigido por Mick Rock).
Entre seus principais colaboradores: Jack Birkett (O Incrível Orlando), David Haughton, e o compositor de tantos de seus grandes espectáculos, Carlos Miranda.
Seus papéis no cinema incluem um papel secundário no cortometraje de Kate Bush The Line, the Cross & the Curve (1994),
um bailarino em Sebastiane (1976, de Derek Jarman),
um actor de cabaré em Jubilee (1977)
uma dama da pantomima em Velvet Goldmine (1998, de Todd Haynes) e
o dono de um pub Alder MacGregor em The Wicker Man (O homem de mimbre, 1973; de Anthony Shaffer).
Durante os anos setenta, Kemp foi um maestro popular e inspirador de dança e pantomima.
Em 1979, Lindsay Kemp abandonou Reino Unido e viveu em Espanha e depois em Itália. Em 2002 tinha uma casa em Roma e outra em Todi (Itália).

## Filmografia

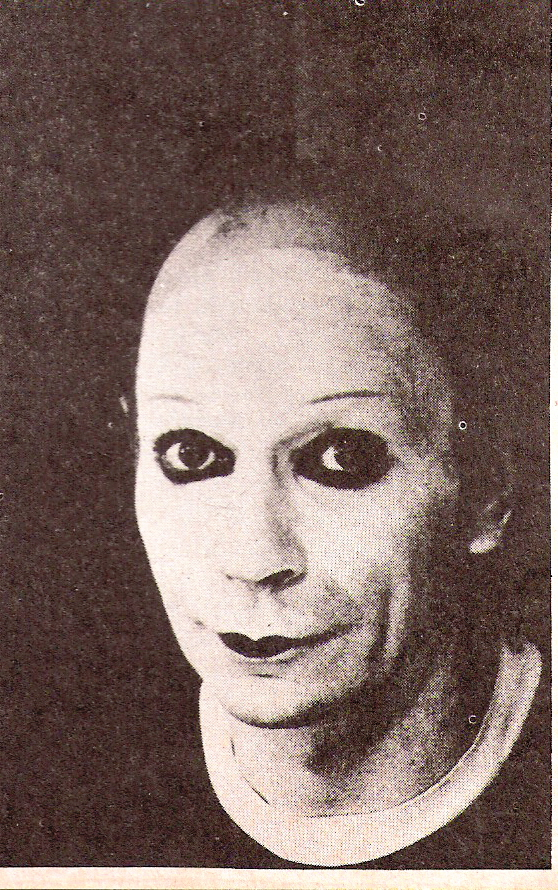
Lindsay Kemp em 1979

- 1970: The Vampire Lovers, como Jester.
- 1972: Savage Messiah, como Angus Corky.
- 1973: The Wicker Man, como Alder MacGregor.
- 1974: The Stud, como Topstar.
- 1976: Sebastiane, como bailarino.
- 1977: Jubilee, como actor de cabaré.
- 1977: Valentino, como Mortician.
- 1985: A Midsummer Night's Dream for TV, como Puck.
- 1987: Cartoline italiane (‘postales italianas’).
- 1993: The Line, the Cross & the Curve, como guia.
- 1998: Velvet Goldmine, como dama de pantomima.
- 2005 e 2006: aparecimentos como convidado no programa televisivo de espectáculos A mandrágora (Madri).